# Antonio Atienza y Medrano
Antonio Atienza y Medrano   (Cuevas del Almanzora, 1851 - Buenos Aires, juliol 1906) va ser un escriptor, jornalista, traductor i professor andalús que va emigrar a l'Argentina.
Nascut el 1852 a la província d'Almeria, va ser autor de treballs econòmics i redactor tant del diari La República com de La Propaganda. Addicionalment, va col·laborar en les publicacions La Ilustración Española y Americana i en La Ilustración Popular. Partidari del krausisme i republicà, quan es va produir la restauració borbònica a Espanya, va migrar a França. El 1889, va abdicar la direcció de La Justicia i va abandonar el seu país d'origen de nou, aquesta vegada cap a l'Argentina. A Buenos Aires, va exercir de professor, va participar en més publicacions periòdiques, com ara La Prensa i España, que alhora va dirigir, i també va dirigir l'Associació Patriòtica Espanyola. Va morir-hi el juliol de 1906. Entre la seva obra destaquen les Lecciones de idioma castellano que va publicar el 1896.